# Schleswig du Sud
Le Schleswig du Sud (Südschleswig ou Landesteil Schleswig en allemand, Sydslesvig en danois) est une région géographique du nord de l'Allemagne, dans la péninsule du Jutland.
Elle correspond à la moitié sud de l'ancien duché de Schleswig et s'étend entre le fleuve Eider au sud et le fjord de Flensbourg au nord. Ses plus grandes villes sont Flensbourg, Rendsburg, Schleswig et Husum.

## Histoire
Le duché de Schleswig, fief de la couronne danoise depuis le XIIe siècle, est annexé par le royaume de Prusse en 1866, à la suite de la guerre des Duchés et de la guerre austro-prussienne. Il appartient ainsi à l'Empire allemand jusqu'à la fin de la Première Guerre mondiale. La frontière entre l'Allemagne et le Danemark est déterminée par les plébiscites du Schleswig, qui prennent place en 1920, mais ils ne concernent pas le Schleswig du Sud, région majoritairement germanophone qui est laissée à la République de Weimar. Lors des plébiscites, la partie centrale du Schleswig choisit de rester allemande, tandis que le Schleswig du Nord vote son rattachement au Danemark.